# Guaimario III de Salerno
Guaimario III (también Waimar, Gaimar, Guaimaro, o Guaimar y a veces figurando con el nombre de Guaimario IV) (c. 983 – c. 1027) fue un duque (o príncipe) de Salerno desde aproximadamente 994 hasta su muerte. Se suele dar 1030 o 1031 como fecha probable de su fallecimiento, pero las fuente más fiables indican 1027. Durante su gobierno, Salerno vivió una época de gran esplendor. La inscripción Opulenta Salernum se acuñaba en sus monedas. Convirtió Amalfi, Gaeta y Sorrento en estados vasallos y se anexionó gran parte de las posesiones bizantinas en  Apulia y Calabria.

## Orígenes familiares
Guaimar era el segundo hijo del duque Juan II de Salerno. El mayor, Guido, gobernó junto a su padre entre 984 y 988. A partir de algún momento entre enero y marzo de 989, Guaimar comenzó a gobernar junto a su padre y, a la muerte de su padre en 994 (también se citan las fechas de 998 o 999) se convirtió en el único gobernante.
En 999, un grupo de peregrinos normandos que regresaban de Jerusalén se detuvieron en Salerno. Durante su estancia, la ciudad fue atacada por piratas sarracenos. Los atemorizados salernitanos no se atrevían a presentar batalla, pero los normandos decidieron luchar, arrastrando a los locales con su valentía y derrotando a la fuerza musulmana. Guaimar ofreció inmediatamente a los normandos recompensas e incentivos para que permanecieran en Salerno, pero éstos decidieron partir, prometiendo que informarían a su paso de la necesidad de guerreros en el sur de Italia.

## Trayectoria
Como parte de los estados lombardos independientes del Mezzogiorno, Guaimar apoyó el levantamiento de Melo de Bari contra los bizantinos. Tras la derrota de Melo en 1011, Guaimar recibió la visita del victorioso catapán bizantino Basilio Mesardonites, aunque concedió protección a Melo poco después. Nominalmente, Guaimar era vasallo del Emperador del Sacro Imperio Romano Germánico Enrique II, pero tras la victoria bizantina en Cannas en 1018, dio su apoyo al emperador bizantino Basilio II. A la muerte de Enrique en 1024, Guaimar envió una embajada al nuevo emperador Conrado II, solicitando la liberación de su cuñado Pandulfo IV de Capua, el lobo de los Abruzzos. Ingenuamente, Conrado accedió y, en cuanto llegó a Capua, Pandulfo pasó inmediatamente a su antigua capital con el apoyo de Guaimar, los normandos de Ranulfo Drengot y el nuevo catapán de Italia, Basilio Boioanes.

## Últimos años
En 1015, Guaimar convirtió a su primogénito en copríncipe con el nombre de Juan III, pero este falleció en 1018. Guaimar nombró entonces copríncipe a su hijo Guaimario, hijo de su segunda esposa Gaitelgrima, hermana de Pandulfo. Este Guaimario sería su sucesor tras su muerte en 1027. Su segundo hijo, Guido, sería nombrado gastaldo de Capua por su tío, y más tarde duque de Sorrento por su hermano mayor. Su tercer hijo, Pandulfo, se convirtió en Señor de Capaccio. Guaimario tuvo posiblemente una hija en torno a 1026, de nombre Gaitelgrima, que se casaría sucesivamente con los hermanos Drogo y Hunifredo de Altavilla, condes de Apulia.